# أحمد معاذ الخطيب
أحمد معاذ الخطيب الحسني (ولد 1380 هـ / 1960 م) داعية وخطيب، ومهندس جيوفيزيائي سوري، وسياسي انتُخبَ رئيسًا للائتلاف الوطني السوري لقوى المعارضة والثورة بالتزكية في 11 نوفمبر 2012، ثم في 24 مارس 2013 أعلن استقالته ليتمكَّنَ من العمل بحرية. عُرف بجرأته وصراحته فاعتقله الأمن السوري 3 مرَّات في سنتي 2011 و2012؛ لدعمه الحَراك الشعبي المطالب بالحرية والعدالة وإسقاط نظام بشار الأسد.

## نسبه وعائلته
ولد أحمد معاذ الخطيب الحسني في دمشق، سنة 1380هـ/1960م، لأسرة علمية شريفة، فوالده الشيخ محمد أبو الفرج خطيب دمشق وأحد وجوه العلم فيها، وجدُّه لأبيه الشيخ عبد القادر الخطيب خطيب جامع بني أمية الكبير وعالم من علماء دمشق. له أخوان وأخت، هم مصونة مدرِّسة في أصول الفقه، وعبد القادر خطيب جامع بني أمية الكبير، وأستاذ في التفسير وأصول الفقه، وباحث محقق، ومهندس ميكانيك. ومحمد مجير دكتور في علم الحديث، وباحث محقق ومؤلف.
ويعود نسب عائلة الخطيب الحسني إلى الإمام الحسن بن علي.

## نشأته وحياته
استفاد من والده خطيب الشام وعالمها محمد أبو الفرج الخطيب وعلماء آخرين كالشيخ حمدي الجويجاتي، والشيخ عبد الغني الدقر، والشيخ عبد القادر الأرناؤوط. درس الجيوفيزياء التطبيقية وعمل مهندساً بتروفيزيائياً قريباً من ستة أعوام في شركة الفرات للنفط وحصل لاحقاً على دبلوم في العلوم السياسية والعلاقات الدولية ودبلوم في فن التفاوض.
كان خطيب جامع بني أمية الكبير، وخطب لسنوات في مساجدَ أُخرى أشهرها جامع دك الباب الذي استقطب شباب الصحوة، تولى رياسة جمعية التمدن الإسلامي، وما زال يشغل منصب الرئيس الفخري للجمعية حالياً. درَّسَ عدة مواد شرعية في معهد المحدث الشيخ بدر الدين الحسني، ومادَّتي الدعوة الإسلامية والخطابة في معهد التهذيب والتعليم للعلوم الشرعية بدمشق.
أقام الكثير من الدورات الدعوية والعلمية، وحاضر وخطب في نيجيريا والبوسنة وإنكلترا والولايات المتحدة الأميركية وهولندا وتركيا وغيرها، وهو عضو في الاتحاد العالمي لعلماء المسلمين، والجمعية الجيولوجية السورية، والجمعية السورية للعلوم النفسية.

## مشاركته في الثورة السورية
بعد دخوله السجن مرات تمكن من الهرب من سوريا في يوليو 2012، وفي 11 أكتوبر 2012 انتُخب رئيسًا للائتلاف الوطني لقوى الثورة والمعارضة السورية، وهو ائتلاف من جماعات المعارضة التي شُكلت في نفس اليوم، وكان الخطيب قد طرح مبادرة للحوار مع النظام في فبراير 2013 ولكن النظام رفضها، وعدَّها الائتلاف مبادرة فردية. ودعا الخطيب المجتمع الدَّولي لتسليح الجيش الحر، وزار في أثناء ترؤسه الائتلاف ريف حلب.
وفي 24 مارس 2013 أعلن الخطيب استقالته من الائتلاف، وفي 13 ديسمبر 2012 رفض هو وأطياف واسعة من المعارضة وصفَ جبهة النصرة بالإرهاب (وذلك قبل أن تعلن انتماءها لتنظيم القاعدة) وعدَّها جزءًا من الكفاح المسلَّح الثوري. ونشر في 29 مارس 2019 مقطعًا مرئيًّا بعنوان «حوار هادئ مع فرعون سوريا» يدعو فيه الرئيس السوري بشار الأسد إلى حوار سوري سوري دون شروط سابقة من أجل إنقاذ سوريا.

## إصدارات
صدر لمعاذ الخطيب عددٌ من الكتب منها:
1. «جمالية الإسلام»
2. «قل هذه سبيلي»
3. «رمضان.. حياة بعد ضياع»
4. «اليهود تحت المجهر»
5. «الهندسة البشرية»
6. «رحلة مع المراهقة»[16]
7. «لا حياة من دون أخلاق»
8. «في درب الزواج»
9. «عشر نِقاط تمنع اختلال الأسرة» وغيرها.